# Henryk Strzelecki (przedsiębiorca)
Henryk Strzelecki (ur. 4 października 1925 w Brodnicy, zm. 26 grudnia 2012 w Manchesterze) – polski i brytyjski przedsiębiorca, współtwórca firmy „Henri Lloyd”, kapitan Wojska Polskiego.

## Życiorys
W czasie II wojny światowej ukończył szkołę podoficerską i w szeregach 13 Pułku Artylerii Ciężkiej walczył w bitwie o Bolonię, jako działonowy. Po wojnie pozostał w Wielkiej Brytanii i osiadł w Manchesterze, gdzie studiował włókiennictwo i projektowanie mody. Pod koniec lat 40. rozpoczął pracę w fabryce „Aligator Rainweart”, która produkowała odzież nieprzemakalną. W 1963 roku razem z Angusem Lloydem założył firmę „Henri Lloyd” produkującą między innymi odzież dla żeglarzy. W 1993 roku utworzył w rodzinnej Brodnicy filię swojego przedsiębiorstwa.
Laureat wielu nagród, m.in. Fair Play przyznaną przez Krajową Izbę Gospodarczą, czasopismo „Conrad”. W 1985 został odznaczony osobiście przez królową Elżbietę II Orderem Imperium Brytyjskiego (ang. Order of the British Empire). Strzelecki otrzymał też prestiżową nagrodę za całokształt osiągnięć (Lifetime Achievement Award) przyznawaną w środowisku żeglarskim. W 2006 roku wydawca anglojęzycznego miesięcznika Polish Market przyznał mu Perłę Honorową w kategorii gospodarka.
Zawsze podkreślał swoją polskość. W logo firmy jest umieszczona korona piastowska dla podkreślenia związków z ojczystym krajem.
Był wujem Izabeli Trojanowskiej.